# Anthidium falsificum
Anthidium falsificum là một loài Hymenoptera trong họ Megachilidae. Loài này được Moure mô tả khoa học năm 1957.